# Сложени ред
Сложени ред је један од нижих редова класичне архитектуре и сложен је комбинацијом завојака јонског реда са акантус листовима коринтског реда. Завојци на сложеном реду су већи мада ред има такође и ехинус са ег-енд-дарт орнаментиком између завојака. Стуб сложеног реда је 10 дијагонала (дијагонала стуба) висок што га чини и највиткијим од свих ступова класичне архитектуре.  
До ренесансе сложени ред није био категорисан као засебан ред већ као каснија римска форма коринтског реда. Први примјер кориштења сложеног реда је на Титовом славолуку на Римском форуму изграђена 82. н. е.